# Appiusz Klaudiusz Pulcher (konsul 212 p.n.e.)
Appius Claudius Pulcher (zm. 212 p.n.e.) – członek patrycjuszowskiego rodu Klaudiuszów Pulcher, jednego z najbardziej wpływowych w okresie republiki. Syn Publiusza Klaudiusza Pulchra, konsula w 249 r. p.n.e.
W 217 p.n.e. był edylem. W następnym roku jako trybun wojskowy brał udział w bitwie pod Kannami. Razem z Scypionem Afrykańskim dowodził oddziałami wycofującymi się do Canusium (dzisiejsze Canosa di Puglia).  W 215 p.n.e. został pretorem i poprowadził niedobitki pokonanej armii na Sycylię gdzie bezskutecznie próbował odwieść Hieronymusa, wnuka Hierona II od przyłączenia się do Kartagińczyków. Pozostał na Sycylii przez następny rok jako propretor i legat Marka Klaudiusza Marcellusa dowodząc flotą. W 212 p.n.e. został wybrany konsulem i razem z kolegą w urzędzie Kwintusem Fulwiuszem Flakkusem rozpoczęli oblężenie Kapui. Przedłużono mu dowództwo na następny rok. W bitwie z Hannibalem pod Kapuą odniósł rany, na skutek których zmarł wkrótce po poddaniu się miasta.
Jego trzej synowie również osiągnęli konsulat; byli to:
- Appiusz Klaudiusz Pulcher, konsul w 185 p.n.e.,
- Publiusz Klaudiusz Pulcher, konsul w 184 p.n.e.,
- Gajusz Klaudiusz Pulcher, konsul w 177 p.n.e.